# عبد الله حكمي
عبد الله محمد حكمي لاعب كرة قدم سعودي ، يلعب كمهاجم لعب سابقاً في نادي الباطن.

## روابط خارجية
- عبد الله حكمي على موقع قاعدة بيانات كرة القدم.إي يو (الإنجليزية)